# 奥尔汗一世
奧爾汗加齊（1281年—1362年3月），又稱奧爾汗貝伊，是奥斯曼帝国的第二位君主，1323年或1324年至1362年3月在位。在位期間，占领了安那托利亚西部的大多数地区，他本人於1333年會見拜占庭皇帝安德洛尼卡三世，達成拜占庭賠款保住領土的協議。後來与拜占庭皇帝约翰六世的女儿结婚，但又帮助约翰六世推翻了约翰五世成为拜占庭皇帝，以此他加速了拜占庭帝国的衰败。1354年他的长子蘇萊曼帕夏（死於1357年，無緣繼承蘇丹）占据了加里波利，为奥斯曼帝国在欧洲大陆上开辟了一个桥头堡。

## 上台
奧斯曼一世死后他的儿子奥尔汗上台。奥尔汗在奧斯曼死前就已经被他父亲指定为继承人了。奥尔汗本来想将帝国分给他的兄弟阿拉丁帕夏，但是阿拉丁反对分国，坚持奥尔汗为全国的统治者，而他自己则只要求一个村庄的税利。奥尔汗因此对阿拉丁说：“兄弟，既然你不愿接受我给你的羊群和牛群，那么你至少应该成为我的臣民的牧羊人，你应该成为我的大维奇尔。”奥斯曼帝国历史学家认为，在土耳其语中，大维奇尔这个名称本来的意思是“担负责任的人”。阿拉丁主要管理国家的民间和军事机构，但他很少自己带兵。

## 统治
有些专家认为奥尔汗在阿拉丁的帮助和建议下停止对科尼亚的统治者进贡，开始自己发行货币，开始在公共祈祷时使用他自己的名字。但大多数专家则认为奥斯曼就已经引入这些措施了。阿拉丁则规定了许多持续了许多世纪的、奥斯曼帝国特有的法律，他也开始建立一支正规的军队，以及为这支军队提供了其费用。在他的建议下奥尔汗（而不是穆拉德一世）建立了土耳其新军。

### 土耳其新軍
阿拉丁的军事管理可以说是奠定了奥斯曼帝国崛起的基础。他建立了一支正规的、定期发薪的军队，其中包括纪律良好的步兵和骑兵。这个措施比法国国王夏尔七世所建立的十五个常驻团早了足足一个世纪。
奥尔汗的前辈在战时要召唤他的附庸国和自愿者，战后这些军队则被解散回家。阿拉丁则决定为了提高未来胜利的可能性，他必须建立一支获得薪水的步兵军，这支军队时刻可以出击。这支军队以十人、百人和千人分队。他们的薪水相当高，而他们的傲慢很快为奥尔汗带来了一些烦恼。他需要一个控制这支军队的措施，为此他与阿拉丁商议。为此他们建立了近卫军。后来这支近卫军大胆成为基督徒的一个大敌，而且也成为奥斯曼苏丹的一个巨大的担忧。后来的奥斯曼苏丹将这支近卫军又解散了。
奥尔汗从被占领的地区的基督徒中选择了一千名男孩，次年又选了一千名，对他们进行军事训练，编成了近卫军。这个做法在奥斯曼帝国延续了数百年，一直到1648年穆拉德四世才停止。

## 政治

### 早期扩张
奥尔汗从其统治的第一年开始就向外扩张，利用他兄弟为他提供的战争资源他加快了他的扩张速度。1330年他包围拜占庭帝国第二大城市尼西亚。奥尔汗的长子指挥围攻。此后奥斯曼帝国不断击败拜占庭和反对奥斯曼帝国的其它土耳其统治者（尤其是米西亚的首领）。米西亚被奥尔汗并入自己的疆域。1336年几乎整个安那托利亚的西北部被占领。布尔萨、尼西亚和贝尔加木斯等城市成为奥斯曼帝国的重要堡垒。

### 巩固时期

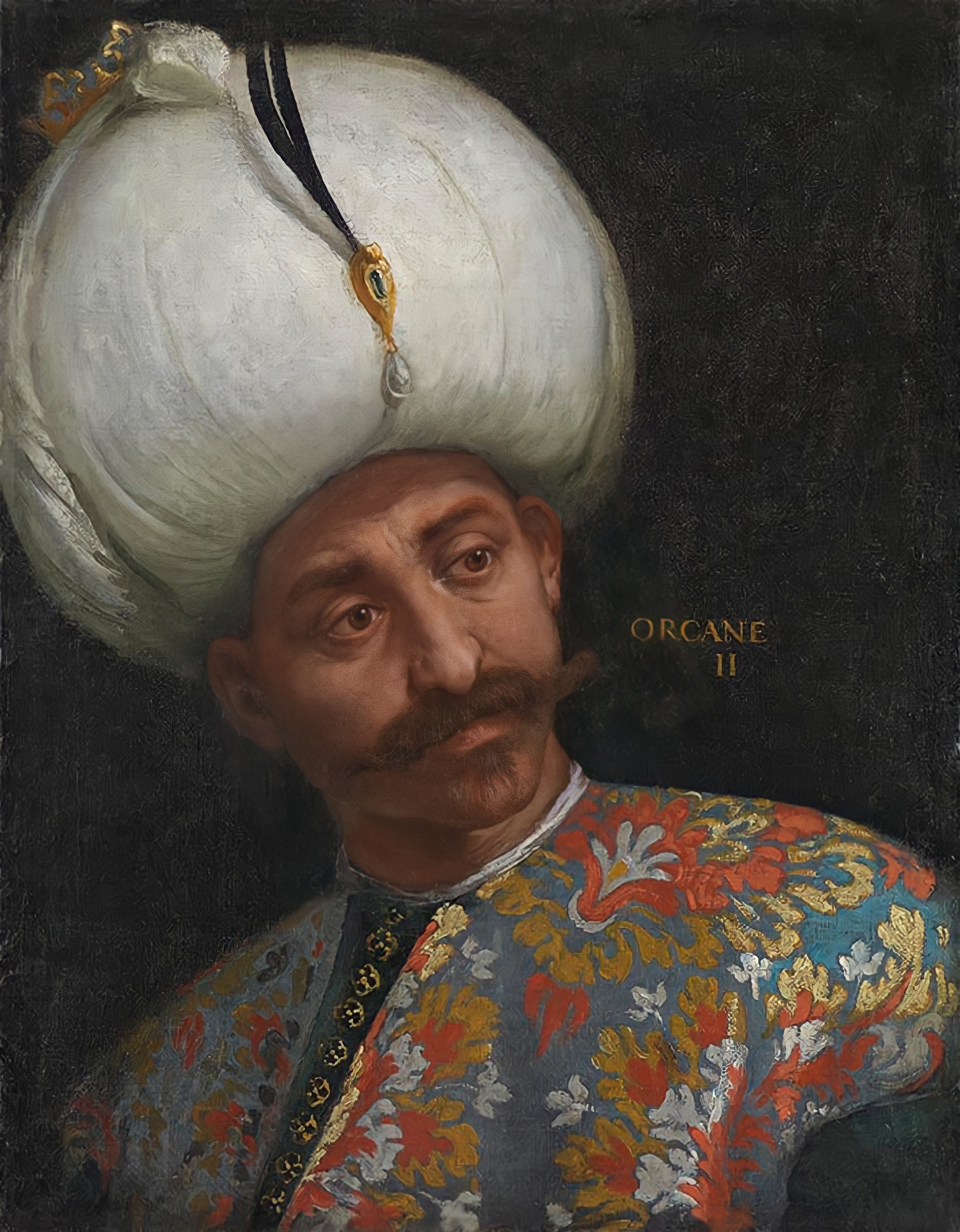
保罗·委罗内塞繪製的奧爾汗一世畫像

此后奥斯曼帝国进入了一个为期20年的和平阶段，在这个时期里奥尔汗致力于完善帝国内部的民用和军事管理机构，建造清真寺和学校，建造了许多至今依然存在的公共大建筑。他逐渐地将被占领的安那托利亚吸收为奥斯曼帝国的一部分，这个做法对奥斯曼帝国后来长久的历史是非常重要的。后来的一些奥斯曼帝国的苏丹，尤其在他们向欧洲的征服过程中，忽视了这个经验。今天安那托利亚被看作是土耳其的腹心地区，这与奥斯曼帝国建立以前塞尔柱帝国向这个地区的渗入有关，但也与奥尔汗及其继承人明智的政策有关。
奥尔汗与拜占庭皇帝安德洛尼卡三世及其继承人之间的友好关系（不过也有过一些中断）使得奥斯曼帝国获得了一个长达20年的和平。
奥斯曼帝国的军队以联邦者的地位参加拜占庭的内战，他们越来越多地在欧洲作战。1346年约翰五世承认奥尔汗安纳托利亚最强大的统治者。尽管奥尔汗与约翰六世的女儿非常不同，尽管两人年级相差巨大，（奥尔汗此时已经60多岁了，而约翰的女儿还是一个14岁少女，奥尔汗比约翰还要大11岁）他将他的女儿嫁给奥尔汗，希望以此获得奥斯曼帝国长期的支持。
拜占庭作家详细地描写了奥尔汗与泰奥多拉之间的盛大婚礼。但次年奥尔汗在君士坦丁堡的亚洲部分摆放约翰后他的一些随从军队跨过了黑海，洗劫了色雷斯的一些城市。最后这些军队还是全部被拜占庭战胜了。

### 立足欧洲
此后不久奥尔汗的军队与约翰的军队之间的武装冲突导致了一场波及地中海沿岸几乎所有地区的威尼斯和热那亚之间的战争，最后这场战争导致了奥斯曼帝国入侵欧洲。
热那亚在博斯普鲁斯海峡欧洲部分占有一个叫加拉塔的据点。在这里热那亚的舰队经常与它的竞争者的舰队之间发生冲突。奥尔汗非常仇恨威尼斯，其原因有二。第一威尼斯的舰队经常骚扰奥尔汗的沿海省份，第二当奥尔汗向威尼斯派遣使者时威尼斯对他非常傲慢，就好像他是一个野蛮部落的酋长一样。威尼斯与约翰六世同盟，因此奥尔汗向加拉塔派军支持热那亚和约翰的另一个反对约翰的女婿（后来的约翰六世）。
1356年，在这个混乱中奥尔汗的长子苏莱曼采取了一个大胆的行动为土耳其在海峡的欧洲边获取了一个永久据点。
奥斯曼帝国的作者对帝国此前向欧洲徒劳的扩展往往一言不发，而对苏莱曼的行动则大为夸张。
苏莱曼只带了39个战士，躲藏在一条热那亚的船里渡海偷袭了加里波利的城堡。他们成功后很快就向城堡内运送增援，在三天内城堡内的士兵就达到了3000人。
此时约翰六世正在与他的内战敌人打得不可开交，他不但没有设法驱逐入侵者，反而向奥尔汗求救。奥尔汗则早已放弃了对他的丈人的支持，而开始支持约翰五世。他下令苏莱曼来指挥奥斯曼的军队并向苏莱曼增兵一万人。苏莱曼战胜了敌人后并没有将他占领的地区交给他的同盟者，反而自己在那里待下来了。约翰五世向苏莱曼提供一万金币打算换回苏莱曼占领的地区，苏莱曼表示同意。但就在此时在色雷斯爆发了一场大地震，许多城市的城墙倒塌。
土耳其人认为这是神的帮助，神为他们铺平了通向欧洲的道路。苏莱曼的两个将军立刻占领了重要的加里波利，他们越过了被毁的城墙，没有遇到任何被麻痹了的居民的反抗。直到今天这两位将军的墓还在那里。
苏莱曼听说他的军队占领加里波利后就不再打算放弃他占领的地方了。他开始大批向这些地方移民，然进入的土耳其人和阿拉伯人占据这块地方。加里波利的城墙被重建，城内驻扎重兵。苏莱曼还借机占领了色雷斯的其它一些城市，加固那里的防御系统，并将他的精兵派去驻守。
约翰五世向奥尔汗抗议，奥尔汗则回复说，不是军队为他的儿子打开了这些城市，而是神以地震的方式打开了这些城市。约翰说：问题不在于土耳其军队是如何进入这些城市的，而是他们是否有权占据这些城市。奥尔汗回复说，他需要时间来考虑这个问题。后来他又作了如何重建这些城市的建议，但毫无疑问的是他根本不想放弃他借机获得的优势。
加里波利成为奥斯曼帝国在欧洲的基地和约翰五世和约翰六世之间互相责骂的内容之一。而两个约翰同时又都向奥尔汗讨好求助，奥尔汗则按照他自己的利益时而帮助这个，时而帮助那个约翰。他实际上是两人的真正敌人。

### 晚年
苏莱曼占领加里波利三年后奥尔汗就去世了，而他最有希望的儿子蘇萊曼帕夏则在他之前就死了。苏莱曼在架鹰打猎时从马上摔下，死于受的创伤。苏莱曼被葬在布尔萨，但奥尔汗下令在博斯普鲁斯海峡海岸为他建了一座墓。
奥尔汗死于1362年，享年81岁，他统治了39年。在他统治期间奥斯曼帝国最重要的民间和军事管理机构被建立，他不但攻占了奥斯曼帝国在亚洲最重要的省份，而且在他统治期间帝国开始立足欧洲。
| 奥尔汗一世 鄂圖曼王朝出生于：1281年逝世於：1362年3月 | 奥尔汗一世 鄂圖曼王朝出生于：1281年逝世於：1362年3月 | 奥尔汗一世 鄂圖曼王朝出生于：1281年逝世於：1362年3月 |
| 統治者頭銜                                           | 統治者頭銜                                           | 統治者頭銜                                           |
| ---------------------------------------------------- | ---------------------------------------------------- | ---------------------------------------------------- |
| 前任者： 奥斯曼一世                                  | 鄂圖曼帝国蘇丹（贝伊） 1323/4年－1362年3月           | 繼任者： 穆拉德一世                                  |